# Tarenna chevalieri
Tarenna chevalieri är en måreväxtart som beskrevs av Charles-Joseph Marie Pitard. Tarenna chevalieri ingår i släktet Tarenna och familjen måreväxter.
Artens utbredningsområde är Vietnam. Inga underarter finns listade i Catalogue of Life.